# Телеметрія
Телеметрія — сукупність технічних засобів і методів вимірювання на відстані різних фізичних, технічних та інших величин у промислових, енергетичних, транспортних та інших установках. Передавання визначених даних з будь-якої точки на віддалений термінал.
1. Розділ телемеханіки, що вивчає технічні засоби і способи передачі на відстань результатів контролюючих об'єктів; телевимірювання.
2. Вимірювання на відстані засобами телемеханіки фізичних величин, які характеризують стан об'єктів, що контролюються.

## Сфери застосування
Як одне з важливих застосувань телеметрії можна назвати льотні випробування нової моделі літака або іншого літального апарата. Для оцінки працездатності конструкції і льотних характеристик літака потрібно вимірювати витрату палива, характеристики роботи двигунів, механічні навантаження, що їх зазнають фюзеляж і крила, вібрації і температури критично важливих елементів літального апарата, параметри електронного устаткування літака, дані траєкторії. Засоби телеметрії стежать за вимірюваннями в безлічі точок, число яких складає від декількох сотень до декількох тисяч, і надають результати вимірювань конструкторам на їх наземні комп'ютери або дисплейні термінали.
Сейсмічна телеметрія знайшла застосування в системах безпеки гірничих робіт. Найбільш складними є сучасні системи телеметрії в аерокосмічних дослідженнях.

## Стандарти
Найскладніші сучасні системи телеметрії використовуються в аерокосмічних дослідженнях. Щоб досягти певного рівня стандартизації, випробувальні полігони прагнуть дотримуватися вимог системи стандартів, розроблених Міжвідомчою комісією з вимірювальних засобів (IRIG).

## Вимірювання
Вимірювання здійснюється за допомогою датчиків; отримані результати автоматично передаються (г.ч. у вигляді кодованих радіосигналів) каналами зв'язку на приймальні пристрої, де вони розшифровуються для наступної обробки або реєстрації. Найчастіше використовуються датчики (перетворювачі) тиску і витрати, термопари, термометри опору, мости і потенціометри. У типову телеметричну систему входить декілька різновидів формувачів сигналів, кожен з яких використовується для перетворення вихідного сигналу того або іншого конкретного перетворювача у стандартизований сигнал напруги від 5 до 10 В. Система телеметрії сприймає і ретранслює електричні сигнали від багатьох датчиків одночасно завдяки мультиплексуванню — процесу ущільнення даних. У міжнародному стандарті Міжвідомчої комісії з вимірювальних засобів IRIG прийнято три способи ущільнення даних: амплітудно-імпульсна модуляція (АІМ), частотна модуляція (ЧМ) і імпульсно-кодова модуляція (ІКМ). ІКМ є найбільш поширеною завдяки характерній для неї низькій імовірності похибок (менше 0,25% для будь-якого вимірювання).

## Вимірювальні перетворювачі
Результати безпосередніх вимірювань (температура, тиск, навантаження, прискорення і таке інше) перетворюються в пропорційну електричну напругу. Найчастіше використовуються датчики (перетворювачі) тиску і витрати, термопари, термометри опору, мости і потенціометри. У типову телеметричну систему входить декілька різновидів формувачів сигналів, кожен з яких використовується для перетворення вихідного сигналу того або іншого конкретного перетворювача у стандартизований сигнал напруги від 5 до 10 В.

## Мультиплексор
Система телеметрії сприймає і ретранслює електричні сигнали від багатьох датчиків одночасно завдяки процесу ущільнення даних, званому мультиплексуванням. У стандарті IRIG прийнято три способи ущільнення даних: амплітудно-імпульсна модуляція (АІМ), частотна модуляція (ЧМ) і імпульсно-кодова модуляція (ІКМ). ІКМ до цього часу є найпоширенішою завдяки характерній для неї низькій імовірності похибок (зазвичай менше 0,25% для будь-якого вимірювання). ІКМ-СИСТЕМА перетворить результат кожного вимірювання, виражений аналоговим значенням напруги, в прийнятне для комп'ютера цифрове значення. У системі з використанням, наприклад, 12-розрядних двійкових чисел найменша напруга буде представлена кодовим числом 000 000 000 000 (0), а найбільша — 111 111 111 111 (2047). Для подачі сигналу про початок кожного нового циклу сканування датчиків і перетворювачів генерується спеціальна кодограма.

## Інтернет-ресурси
- International Foundation for Telemetering
- IRIG 106 — Digital telemetry standard
- The European Society of Telemetering